# Survivor: Ünlüler vs. Gönüllüler
Survivor: Ünlüler vs. Gönüllüler, es la quinta temporada del popular programa Survivor al aire en Turquía . Esta temporada se estrenó el 2 de abril de 2011 y transmitió al 20 de junio de 2011. El giro principal de esta temporada es que una tribu se compone de siete celebridades y los otros siete fanes de la serie. Otra vuelta de tuerca en esta temporada es que cuando una tribu perdida de un desafío de la inmunidad que votarían a nombrar a un miembro de su tribu para hacer frente a la votación del público. Al mismo tiempo, la otra tribu votaría por el candidato segundo. Cuando las tribus se fusionaron, esta regla de cambio de una manera para que la persona que fue elegido inicialmente para ser un candidato elegiría el segundo candidato. Finalmente, fue Derya Büyükuncu que ganó esta temporada a su compatriota Doğan celebridad Nihat con setenta y cuatro por ciento de los votos del público.

## Participantes
| Concursante                  | Tribu Original | Individuales | Final                 |
| ---------------------------- | -------------- | ------------ | --------------------- |
| Didem Ceran 30, Kayseri      | Gönüllüler     |              | 1st Voted Out Day 5   |
| Vedat Behar 30, Estambul     | Gönüllüler     |              | 2nd Voted Out Day 10  |
| Zeynep Tunuslu 49, Estambul  | Ünlüler        |              | 3rd Voted Out Day 15  |
| Gökhan Albayrak 22, Estambul | Gönüllüler     |              | 4th Voted Out Day 20  |
| Pascal Nouma 39, Estambul    | Ünlüler        | Merged Tribe | Ejected Day 25        |
| Ceyda Okandan 25, Estambul   | Gönüllüler     | Merged Tribe | 5th Voted Out Day 30  |
| Asena 34, Estambul           | Ünlüler        | Merged Tribe | 6th Voted Out Day 35  |
| Ebru Destan 33, Estambul     | Ünlüler        | Merged Tribe | 7th Voted Out Day 40  |
| Tefik Egeli 30, Ankara       | Gönüllüler     | Merged Tribe | 8th Voted Out Day 45  |
| Özge Ulusoy 29, Ankara       | Ünlüler        | Merged Tribe | 9th Voted Out Day 50  |
| Taçmin Tümer 20, Estambul    | Gönüllüler     | Merged Tribe | 10th Voted Out Day 53 |
| Taner Tarlacı 26, Mersin     | Gönüllüler     | Merged Tribe | 11th Voted Out Day 54 |
| Nihat Doğan 37, Estambul     | Ünlüler        | Merged Tribe | 2° Lugar Day 55       |
| Derya Büyükuncu 34, Estambul | Ünlüler        | Merged Tribe | Ganadora Day 55       |

## Resumen Competencia
| Primera fecha del aire                                                                                         | Desafíos                         | Desafíos   | Nominado por Ünlüler | Nominado por Gönüllüler | Nominado por Tribu       | Nominado por Candidato    | Voto del Público Contra | Terminar            |
| Primera fecha del aire                                                                                         | Recompensa                       | Immunidad  | Nominado por Ünlüler | Nominado por Gönüllüler | Nominado por Tribu       | Nominado por Candidato    | Voto del Público Contra | Terminar            |
| --- | -------------------------------- | ---------- | -------------------- | ----------------------- | ------------------------ | ------------------------- | ----------------------- | ------------------- |
| 2 de abril de 2011 3 de abril de 2011                                                                          | Ünlüler                          | Ünlüler    | Tefik                | Didem                   |                          |                           | Didem                   | 1st Voted Out Day ? |
| 9 de abril de 2011 10 de abril de 2011                                                                         | Ünlüler                          | Ünlüler    | Vedat                | Taner                   | Vedat                    | 2nd Voted Out Day ?       |                         |                     |
| 9 de abril de 2011 10 de abril de 2011                                                                         | Gönüllüler                       | Ünlüler    | Vedat                | Taner                   | Vedat                    | 2nd Voted Out Day ?       |                         |                     |
| 16 de abril de 2011 17 de abril de 2011                                                                        | Gönüllüler                       | Gönüllüler | Zeynep               | Özge                    | Zeynep                   | 3rd Voted Out Day ?       |                         |                     |
| 16 de abril de 2011 17 de abril de 2011                                                                        | Ünlüler                          | Gönüllüler | Zeynep               | Özge                    | Zeynep                   | 3rd Voted Out Day ?       |                         |                     |
| 23 de abril de 2011 24 de abril de 2011                                                                        | Ünlüler                          | Ünlüler    | Tefik                | Gökhan & Taçmin         | Gökhan                   | 4th Voted Out Day ?       |                         |                     |
| 23 de abril de 2011 24 de abril de 2011                                                                        | Gönüllüler                       | Ünlüler    | Tefik                | Gökhan & Taçmin         | Gökhan                   | 4th Voted Out Day ?       |                         |                     |
| 30 de abril de 2011 1 de mayo de 2011 2 de mayo de 2011                                                        | Ünlüler                          | Tefik      |                      |                         | Asena                    | Ceyda                     | Ceyda                   | 5th Voted Out Day ? |
| 30 de abril de 2011 1 de mayo de 2011 2 de mayo de 2011                                                        | Ebru, Taçmin                     | Tefik      |                      |                         | Asena                    | Ceyda                     | Ceyda                   | 5th Voted Out Day ? |
| 30 de abril de 2011 1 de mayo de 2011 2 de mayo de 2011                                                        | Asena, Derya, Ebru, Özge, Pascal | Tefik      |                      |                         | Asena                    | Ceyda                     | Ceyda                   | 5th Voted Out Day ? |
| 7 de mayo de 2011 8 de mayo de 2011 9 de mayo de 2011 14 de mayo de 2011 15 de mayo de 2011 16 de mayo de 2011 | Nihat, [Taner, Tefik]            | Derya      | Asena                | Tefik                   | Asena                    | 6th Voted Out 05-16-2011  |                         |                     |
| 7 de mayo de 2011 8 de mayo de 2011 9 de mayo de 2011 14 de mayo de 2011 15 de mayo de 2011 16 de mayo de 2011 | Asena, Derya, Özge, Taner        | Derya      | Asena                | Tefik                   | Asena                    | 6th Voted Out 05-16-2011  |                         |                     |
| 7 de mayo de 2011 8 de mayo de 2011 9 de mayo de 2011 14 de mayo de 2011 15 de mayo de 2011 16 de mayo de 2011 | Tefik                            | Derya      | Asena                | Tefik                   | Asena                    | 6th Voted Out 05-16-2011  |                         |                     |
| 21 de mayo de 2011 22 de mayo de 2011 23 de mayo de 2011                                                       | Taner, [Taçmin]                  | Nihat      | Özge                 | Ebru                    | Ebru                     | 7th Voted Out 05-23-2011  |                         |                     |
| 21 de mayo de 2011 22 de mayo de 2011 23 de mayo de 2011                                                       | Derya                            | Nihat      | Özge                 | Ebru                    | Ebru                     | 7th Voted Out 05-23-2011  |                         |                     |
| 28 de mayo de 2011 29 de mayo de 2011 30 de mayo de 2011                                                       | Derya                            | Taner      | Derya                | Tefik                   | Tefik                    | 8th Voted Out 05-30-2011  |                         |                     |
| 28 de mayo de 2011 29 de mayo de 2011 30 de mayo de 2011                                                       | Özge                             | Taner      | Derya                | Tefik                   | Tefik                    | 8th Voted Out 05-30-2011  |                         |                     |
| 4 de junio de 2011 5 de junio de 2011 6 de junio de 2011                                                       | Derya, [Taçmin, Taner]           | Derya      | Nihat                | Özge                    | Özge                     | 9th Voted Out 06-06-2011  |                         |                     |
| 4 de junio de 2011 5 de junio de 2011 6 de junio de 2011                                                       | Nihat, [Taçmin]                  | Derya      | Nihat                | Özge                    | Özge                     | 9th Voted Out 06-06-2011  |                         |                     |
| 11 de junio de 2011 13 de junio de 2011 14 de junio de 2011                                                    | Taner, [Derya, Nihat]            | Nihat      | Taçmin Taner         | Taçmin Taner            |                          |                           |                         |                     |
| 11 de junio de 2011 13 de junio de 2011 14 de junio de 2011                                                    | Taner, [Derya, Nihat]            | Derya      | Taçmin Taner         | Taçmin Taner            |                          |                           |                         |                     |
| 18 de junio de 2011 19 de junio de 2011 20 de junio de 2011                                                    | None                             |            |                      |                         | Taçmin                   | 10th Voted Out 06-18-2011 |                         |                     |
| 18 de junio de 2011 19 de junio de 2011 20 de junio de 2011                                                    | None                             | Nihat      | Derya Taner          | Derya Taner             | Taner                    | 11th Voted Out 06-19-2011 |                         |                     |
| 18 de junio de 2011 19 de junio de 2011 20 de junio de 2011                                                    | None                             |            | Derya Nihat          | Derya Nihat             | Nihat                    | Runner-Up 06-20-2011      |                         |                     |
| 18 de junio de 2011 19 de junio de 2011 20 de junio de 2011                                                    | None                             | Derya      | Derya Nihat          | Derya Nihat             | Sole Survivor 06-20-2011 |                           |                         |                     |

## Votación
|               |               | Etapa Equipos    | Etapa Equipos    | Etapa Equipos    | Etapa Equipos    | Etapa Equipos      | Etapa Equipos      | Etapa Equipos      | Etapa Equipos      | Etapa Individual | Etapa Individual | Etapa Individual | Etapa Individual  | Etapa Individual  | Etapa Individual | Etapa Individual | Etapa Individual  | Etapa Individual  | Etapa Individual | Etapa Individual | Etapa Individual      | Etapa Individual      | Etapa Individual    | Etapa Individual | Etapa Individual |
| ------------- | ------------- | ---------------- | ---------------- | ---------------- | ---------------- | ------------------ | ------------------ | ------------------ | ------------------ | ---------------- | ---------------- | ---------------- | ----------------- | ----------------- | ---------------- | ---------------- | ----------------- | ----------------- | ---------------- | ---------------- | --------------------- | --------------------- | ------------------- | ---------------- | ---------------- |
| Episodio #:   | Episodio #:   | 2-3              | 2-3              | 4-5              | 4-5              | 6-7                | 6-7                | 8-9                | 8-9                | 10-13            | 10-13            | 10-13            | 14-16             | 14-16             | 17-18            | 17-18            | 20-21             | 20-21             | 23-24            | 23-24            | 26-28                 | 26-28                 | 29                  | Reunion          | Reunion          |
| Nominados:    | Nominados:    | Didem 6/7 votes  | Tefik 4/7 votes  | Taner 5/6 votes  | Vedat 4/7 votes  | Zeynep 5/7 votes   | Özge 5/5 votes     | Gökhan 2/5 votes   | Tefik 6/6 votes    | Asena 4/10 votes | Ceyda 1/1 vote   |                  | Asena 6/8 votes   | Tefik 1/1 vote    | Özge 3/7 votes   | Ebru 1/1 vote    | Derya 5/6 votes   | Tefik 1/1 vote    | Nihat 4/5 votes  | Özge 1/1 vote    | Taçmin, Taner No vote | Taçmin, Taner No vote | Derya Taner No vote |                  |                  |
| Nominados:    | Nominados:    | Didem 6/7 votes  | Tefik 4/7 votes  | Taner 5/6 votes  | Vedat 4/7 votes  | Zeynep 5/7 votes   | Özge 5/5 votes     | Taçmin 2/5 votes   | Tefik 6/6 votes    | Asena 4/10 votes | Ceyda 1/1 vote   |                  | Asena 6/8 votes   | Tefik 1/1 vote    | Özge 3/7 votes   | Ebru 1/1 vote    | Derya 5/6 votes   | Tefik 1/1 vote    | Nihat 4/5 votes  | Özge 1/1 vote    | Taçmin, Taner No vote | Taçmin, Taner No vote | Derya Taner No vote |                  |                  |
| Eliminado:    | Eliminado:    | Didem ?% to save | Didem ?% to save | Vedat ?% to save | Vedat ?% to save | Zeynep 36% to save | Zeynep 36% to save | Gökhan 16% to save | Gökhan 16% to save | Ceyda ?% to save | Ceyda ?% to save | Pascal No vote   | Asena 45% to save | Asena 45% to save | Ebru 35% to save | Ebru 35% to save | Tefik 30% to save | Tefik 30% to save | Özge 48% to save | Özge 48% to save | Taçmin 28% to save    | Taçmin 28% to save    | Taner 37% to save   | Nihat 26% to win | Derya 74% to win |
| Participantes | Participantes | Votos            | Votos            | Votos            | Votos            | Votos              | Votos              | Votos              | Votos              | Votos            | Votos            | Votos            | Votos             | Votos             | Votos            | Votos            | Votos             | Votos             | Votos            | Votos            | Votos                 | Votos                 | Votos               | Votos            | Votos            |
|               | Derya         | Celebrity        | ?                | Celebrity        | Gökhan           | Zeynep             | Celebrity          | Celebrity          | Tefik              | Taner            | In Danger        |                  | Nihat             | Immune            | Özge             | In Danger        | Tefik             | Tefik             | Nihat            | Immune           |                       | Won                   | Nominee             | Sole Survivor    | Sole Survivor    |
|               | Nihat         | Celebrity        | ?                | Celebrity        | Vedat            | Asena              | Celebrity          | Celebrity          | Tefik              | Asena            | In Danger        |                  | Asena             | In Danger         | Derya            | Immune           | Derya             | In Danger         | Özge             | Özge             | Won                   |                       | Won                 | Runner-Up        | Runner-Up        |
|               | Taner         | Didem            | Fan              | Ceyda            | Fan              | Fan                | Özge               | Taçmin             | Fan                | Ceyda            | In Danger        |                  | Asena             | In Danger         | Ebru             | In Danger        | Derya             | Immune            | Nihat            | In Danger        |                       | Nominee               | Nominee             |                  |                  |
|               | Taçmin        | Didem            | Fan              | Taner            | Fan              | Fan                | Özge               | Gökhan             | Fan                | Asena            | In Danger        |                  | Asena             | In Danger         | Özge             | In Danger        | Derya             | In Danger         | Nihat            | In Danger        |                       | Nominee               |                     |                  |                  |
|               | Özge          | Celebrity        | ?                | Celebrity        | Gökhan           | Zeynep             | Celebrity          | Celebrity          | Tefik              | Derya            | In Danger        |                  | Asena             | In Danger         | Ebru             | Ebru             | Derya             | In Danger         | Nihat            | In Danger        |                       |                       |                     |                  |                  |
|               | Tefik         | Didem            | Fan              | Taner            | Fan              | Fan                | Özge               | Gökhan             | Fan                | Asena            | Immune           |                  | Asena             | In Danger         | Derya            | In Danger        | Derya             | In Danger         |                  |                  |                       |                       |                     |                  |                  |
|               | Ebru          | Celebrity        | Tefik            | Celebrity        | ?                | Zeynep             | Celebrity          | Celebrity          | Tefik              | Taner            | In Danger        |                  | Asena             | In Danger         | Özge             | In Danger        |                   |                   |                  |                  |                       |                       |                     |                  |                  |
|               | Asena         | Celebrity        | ?                | Celebrity        | ?                | Zeynep             | Celebrity          | Celebrity          | Tefik              | Taner            | Ceyda            |                  | Tefik             | Tefik             |                  |                  |                   |                   |                  |                  |                       |                       |                     |                  |                  |
|               | Ceyda         | Didem            | Fan              | Taner            | Fan              | Fan                | Özge               | Taner              | Fan                | Asena            | In Danger        |                  |                   |                   |                  |                  |                   |                   |                  |                  |                       |                       |                     |                  |                  |
|               | Pascal        | Celebrity        | ?                | Celebrity        | ?                | Zeynep             | Celebrity          | Celebrity          | Tefik              | Taner            | In Danger        |                  |                   |                   |                  |                  |                   |                   |                  |                  |                       |                       |                     |                  |                  |
|               | Gökhan        | Didem            | Fan              | Taner            | Fan              | Fan                | Özge               | Taçmin             | Fan                |                  |                  |                  |                   |                   |                  |                  |                   |                   |                  |                  |                       |                       |                     |                  |                  |
|               | Zeynep        | Celebrity        | Gökhan           | Celebrity        | Vedat            | Asena              | Celebrity          |                    |                    |                  |                  |                  |                   |                   |                  |                  |                   |                   |                  |                  |                       |                       |                     |                  |                  |
|               | Vedat         | Didem            | Fan              | Taner            | Fan              |                    |                    |                    |                    |                  |                  |                  |                   |                   |                  |                  |                   |                   |                  |                  |                       |                       |                     |                  |                  |
|               | Didem         | Vedat            | Fan              |                  |                  |                    |                    |                    |                    |                  |                  |                  |                   |                   |                  |                  |                   |                   |                  |                  |                       |                       |                     |                  |                  |